# Vila Nova Floresta
Vila Nova Floresta é um distrito do município brasileiro de Governador Valadares, no interior do estado de Minas Gerais. Segundo o censo demográfico de 2022, realizado pelo Instituto Brasileiro de Geografia e Estatística (IBGE), sua população era de 2 077 habitantes e havia 382 domicílios particulares permanentes ocupados. Possui área de 83,39 km² conforme a Fundação João Pinheiro (FJP). Foi criado pela lei municipal nº 3.765 de 5 de agosto de 1993.
De acordo com o IBGE, em 2010 a população era de 2 304 habitantes e havia 742 domicílios particulares.